# The Burning Fiery Furnace
The Burning Fiery Furnace è un dramma musicale in inglese con musica composta da Benjamin Britten, Op. 77, su libretto di William Plomer. Una delle tre Parables for Church Performances (Parabole per spettacoli in chiesa) di Britten, quest'opera ebbe la sua anteprima alla chiesa di San Bartolomeo, Orford, Suffolk, Inghilterra, il 9 giugno 1966 dall'English Opera Group.

## Storia
Colin Graham fu il direttore di scena di questa prima produzione. Le scenografie erano di Annena Stubbs. La prima statunitense è stata presentata al Caramoor Summer Music Festival il 25 giugno 1967 con Andrea Velis nel ruolo di Nabucodonosor.
La scala e la modalità della strumentazione sono simili a quelli di Curlew River, ma una differenza notevole è l'uso del trombone contralto.
Clifford Hindley ha rilevato la lettura di un sottinteso in sintonia con l'omosessualità da parte sia di Britten che di Plomer nel loro trattamento della storia.

## Ruoli
| Ruolo                          | Registro vocale | Cast della prima, 9 giugno 1966 (Direttore: Benjamin Britten) |
| ------------------------------ | --------------- | ------------------------------------------------------------- |
| Nabucodonosor                  | tenore          | Peter Pears                                                   |
| Astrologo                      | baritono        | Bryan Drake                                                   |
| Anania (Shadrack)              | baritono        | John Shirley-Quirk                                            |
| Misaele (Meshach)              | tenore          | Robert Tear                                                   |
| Azaria (Abednego)              | baritono        | Victor Godfrey                                                |
| Araldo e capo dei cortigiani   | baritono        | Peter Leeming                                                 |
| Coro di cortigiani; assistenti |                 |                                                               |

## Trama
The Burning Fiery Furnace racconta la storia di Nabucodonosor (lo storico Nabucodonosor II) e dei tre israeliti, Azaria, Anania e Misaele (corrispondenti ai nomi babilonesi: Abednego, Shadrach e Meshach), che furono gettati in una fornace per il loro rifiuto di adorare l'immagine d'oro di Nabucodonosor. Ma Dio li salva dalla morte, poiché la voce di un angelo si unisce agli israeliti in un "benedicite".

## Incisioni
Lo stesso Britten, insieme a Viola Tunnard, supervisionò la prima registrazione di questo lavoro, per Decca/London, con i seguenti partecipanti:
- Nabucodonosor: Peter Pears
- L'Astrologo: Bryan Drake
- Anania (Shadrach): John Shirley-Quirk
- Misraele (Meshach): Robert Tear
- Azaria (Abednego): Stafford Dean
- L'Araldo: Peter Leeming
- Coro di cortigiani: Graham Allum, Peter Bedford, Carl Duggan, David Hartley, John McKenzie, Clive Molloy, Malcolm Rivers
- Gli Accoliti: Robert Alder, Paull Boucher, James Newby, Stephen Price, Christopher Taylor

Gli strumentisti erano Richard Adeney (flauto), Neill Sanders (corno), Roger Brenner (trombone), Cecil Aronowitz (viola), Keith Marjoram (contrabbasso), Osian Ellis (arpa), James Blades (percussioni) e Philip Ledger (organo).